# Couvade
Couvade, franska (av couver, ligga på ägg, ruva, latin cubare), manlig barnsäng, är en bland vissa naturfolk utbredd sed, som består däri att, efter ett barns födelse, fadern lägger sig till sängs och enligt rituella regler låter sig behandlas ungefär som en barnsängskvinna.
Namnet förskriver sig från södra Frankrike, där nämnda sed länge behölls. Diodorus Siculus iakttog densamma på Korsika, Strabon bland ibererna, Marco Polo i en del av Kina, och andra resande gjorde samma iakttagelser bland annat i Ostindien, Kalifornien, Västindien, Brasilien och Västafrika. Sedens innebörd förefaller ha varit att man genom upprätthållandet av dessa rituella regler skyddar barnet (eller dess själ) mot faror.
Couvade förekommer numera främst bland indianerna i Latinamerika, men även hos vissa kulturer i Syd- och Sydostasien.  I början av 1900-talet tillämpades ännu couvade av baskerna.